# Coupe des nations de rink hockey 1935
Navigation
Coupe des nations 1934 Coupe des nations 1937
La Coupe des nations de rink hockey 1935 est à la fois la 14e et 15e édition de la compétition. Elles se déroulent en avril 1935 à Montreux.
L'équipe junior d'Italie remporte la 14e édition tandis que le club hôte remporte la 15e édition.

## Participants
Quatre équipes prennent part à cette compétition.
- Italie junior
- Lyon
- Dopolavoro
- Montreux HC

## Résultats de la14eédition
| Rang | Équipe        | Pts | J | G | N | P | Bp | Bc | Diff |  | Résultats     |  |     |     |     |
| ---- | ------------- | --- | - | - | - | - | -- | -- | ---- |  | ------------- |  | --- | --- | --- |
| 1    | Italie junior | 6   | 3 | 3 | 0 | 0 | 10 | 4  | +6   |  | Italie junior |  | 4-3 | 2-1 | 4-0 |
| 2    | Montreux HC   | 4   | 3 | 2 | 0 | 1 | 13 | 7  | +6   |  | Montreux HC   |  |     | 4-1 | 6-2 |
| 3    | Dopolavoro    | 2   | 3 | 1 | 0 | 2 | 10 | 10 | 0    |  | Dopolavoro    |  |     |     | 8-4 |
| 4    | Lyon          | 0   | 3 | 0 | 0 | 3 | 6  | 18 | -12  |  | Lyon          |  |     |     |     |

## Résultats de la15eédition
|  | Demi-Finales  | Demi-Finales |            |   | Finale | Finale |
|  | Demi-Finales  | Demi-Finales |            |   | Finale | Finale |
|  |               |              |            |   |        |        |
|  |               |              |            |   |        |        |
|  |               |              |            |   |        |        |
|  | Dopolavoro    | 2 (4)        |            |   |        |        |
|  | Dopolavoro    | 2 (4)        |            |   |        |        |
|  | Italie junior | 2 (3)        |            |   |        |        |
|  | Italie junior | 2 (3)        | Dopolavoro | 2 |        |        |
|  |               |              | Dopolavoro | 2 |        |        |
|  |               | Montreux HC  | 5          |   |        |        |
|  | Montreux HC   | Montreux HC  | 5          | 9 |        |        |
|  | Montreux HC   |              |            | 9 |        |        |
|  | Lyon          | 2            |            |   |        |        |
|  | Lyon          | 2            |            |   |        |        |